# Douradoquara
Douradoquara é um município brasileiro do estado de Minas Gerais. Ocupa uma área de 312,878 km² e sua população, conforme o censo de 2022 do Instituto Brasileiro de Geografia e Estatística, é de 1 829 habitantes.